# John Hansen
John Hansen (Copenaghen, 24 luglio 1924 – Copenaghen, 12 gennaio 1990) è stato un calciatore e allenatore di calcio danese, di ruolo attaccante.

## Carriera

### Club
Inizia la sua carriera agonistica nel Frem di Copenaghen, dove nella difficile stagione 1943-1944, segnata dal secondo conflitto mondiale, conquista il titolo di campione nazionale, cui segue sul piano personale quello di capocannoniere nel campionato 1947-1948.
Dopo i Giochi olimpici del 1948 c'è subito un contatto con i dirigenti del Torino per portare Hansen in maglia granata, ma il 18 novembre 1948 il giocatore passa ai rivali cittadini della Juventus. Tre giorni dopo esordisce in maglia bianconera nella sfida casalinga contro il Bari.
Rimane a Torino per sei stagioni, fino al 1954, giocando 189 partite (187 in Serie A e 2 in Coppa Latina), segnando 124 reti e vincendo 2 scudetti, di cui uno come capocannoniere. Considerato uno dei migliori giocatori ad aver vestito la maglia juventina, nel 2011 è stato omaggiato di una stella celebrativa nella Walk of Fame bianconera allo Stadium di Torino.
Gioca poi una stagione nella Lazio, per poi ritornare in Danimarca nelle file del Frem come giocatore-allenatore, e dove chiude la sua carriera agonistica nel 1960.

### Nazionale
Il 5 agosto 1948, in occasione dell'incontro del torneo olimpico di Londra 1948 tra l'Italia di Vittorio Pozzo e la Danimarca, Hansen firma 4 dei 5 gol (ai minuti 31', 55', 75' e 81') con cui gli scandinavi (che poi arriveranno a vincere la medaglia di bronzo) batterono gli azzurri per il 5-3 finale. Con 7 reti è capocannoniere di quel torneo, a pari merito con lo svedese Gunnar Nordahl.
Nel 1969 diventerà anche commissario tecnico della nazionale danese.

## Statistiche

### Presenze e reti nei club italiani
| Stagione        | Squadra         | Campionato      | Campionato | Campionato | Coppe nazionali | Coppe nazionali | Coppe nazionali | Coppe continentali | Coppe continentali | Coppe continentali | Altre coppe | Altre coppe | Altre coppe | Totale | Totale |
| Stagione        | Squadra         | Comp            | Pres       | Reti       | Comp            | Pres            | Reti            | Comp               | Pres               | Reti               | Comp        | Pres        | Reti        | Pres   | Reti   |
| --------------- | --------------- | --------------- | ---------- | ---------- | --------------- | --------------- | --------------- | ------------------ | ------------------ | ------------------ | ----------- | ----------- | ----------- | ------ | ------ |
| 1948-1949       | Juventus        | A               | 24         | 15         | -               | -               | -               | -                  | -                  | -                  | -           | -           | -           | 24     | 15     |
| 1949-1950       | Juventus        | A               | 37         | 28         | -               | -               | -               | -                  | -                  | -                  | -           | -           | -           | 37     | 28     |
| 1950-1951       | Juventus        | A               | 33         | 20         | -               | -               | -               | -                  | -                  | -                  | -           | -           | -           | 33     | 20     |
| 1951-1952       | Juventus        | A               | 36         | 30         | -               | -               | -               | -                  | -                  | -                  | CL          | 2           | 0           | 38     | 30     |
| 1952-1953       | Juventus        | A               | 29         | 22         | -               | -               | -               | -                  | -                  | -                  | -           | -           | -           | 29     | 22     |
| 1953-1954       | Juventus        | A               | 28         | 9          | -               | -               | -               | -                  | -                  | -                  | -           | -           | -           | 28     | 9      |
| Totale Juventus | Totale Juventus | Totale Juventus | 187        | 124        |                 | -               | -               |                    | -                  | -                  |             | 2           | -           | 189    | 124    |
| 1954-1955       | Lazio           | A               | 27         | 15         | -               | -               | -               | -                  | -                  | -                  | -           | -           | -           | 27     | 15     |
| Totale carriera | Totale carriera | Totale carriera | 215        | 139        |                 | -               | -               |                    | -                  | -                  |             | 2           | -           | 217    | 139    |

### Cronologia presenze e reti in nazionale
| Cronologia completa delle presenze e delle reti in nazionale ― Danimarca | Cronologia completa delle presenze e delle reti in nazionale ― Danimarca | Cronologia completa delle presenze e delle reti in nazionale ― Danimarca | Cronologia completa delle presenze e delle reti in nazionale ― Danimarca | Cronologia completa delle presenze e delle reti in nazionale ― Danimarca | Cronologia completa delle presenze e delle reti in nazionale ― Danimarca | Cronologia completa delle presenze e delle reti in nazionale ― Danimarca | Cronologia completa delle presenze e delle reti in nazionale ― Danimarca |
| Data                                                                     | Città                                                                    | In casa                                                                  | Risultato                                                                | Ospiti                                                                   | Competizione                                                             | Reti                                                                     | Note                                                                     |
| ------------------------------------------------------------------------ | ------------------------------------------------------------------------ | ------------------------------------------------------------------------ | ------------------------------------------------------------------------ | ------------------------------------------------------------------------ | ------------------------------------------------------------------------ | ------------------------------------------------------------------------ | ------------------------------------------------------------------------ |
| 15-6-1948                                                                | Helsinki                                                                 | Finlandia                                                                | 0 – 3                                                                    | Danimarca                                                                | Torneo Nordico                                                           | 1                                                                        |                                                                          |
| 26-6-1948                                                                | Copenaghen                                                               | Danimarca                                                                | 8 – 0                                                                    | Polonia                                                                  | Amichevole                                                               | 2                                                                        |                                                                          |
| 31-7-1948                                                                | Londra                                                                   | Egitto                                                                   | 1 – 3                                                                    | Danimarca                                                                | Olimpiadi 1948                                                           | -                                                                        |                                                                          |
| 5-8-1948                                                                 | Londra                                                                   | Danimarca                                                                | 5 – 3                                                                    | Italia                                                                   | Olimpiadi 1948                                                           | 4                                                                        |                                                                          |
| 10-8-1948                                                                | Londra                                                                   | Svezia                                                                   | 4 – 2                                                                    | Danimarca                                                                | Olimpiadi 1948                                                           | 1                                                                        |                                                                          |
| 13-8-1948                                                                | Londra                                                                   | Danimarca                                                                | 5 – 3                                                                    | Inghilterra                                                              | Olimpiadi 1948                                                           | 2                                                                        | Medaglia di bronzo                                                       |
| 26-9-1948                                                                | Copenaghen                                                               | Danimarca                                                                | 0 – 0                                                                    | Inghilterra                                                              | Amichevole                                                               | -                                                                        |                                                                          |
| 10-10-1948                                                               | Stoccolma                                                                | Svezia                                                                   | 1 – 0                                                                    | Danimarca                                                                | Torneo Nordico                                                           | -                                                                        |                                                                          |
| Totale                                                                   |                                                                          | Presenze                                                                 | 8                                                                        |                                                                          | Reti                                                                     | 10                                                                       |                                                                          |

## Palmarès

### Giocatore

#### Club
- Campionato danese: 1

Frem: 1943-1944
- Campionato italiano: 2

Juventus: 1949-1950, 1951-1952

#### Nazionale
- Bronzo olimpico: 1

Londra 1948

#### Individuale
- Capocannoniere della First Division: 1

1947-1948 (20 gol)
- Capocannoniere ai Giochi olimpici: 1

1948 (7 gol)
- Capocannoniere della Serie A: 1

1951-1952 (30 gol)